# همزانگ
همزانگ، روستایی در بخش مرکزی شهرستان سیریک در استان هرمزگان ایران است.

## جمعیت
بر پایه سرشماری عمومی نفوس و مسکن در سال ۱۳۹۵، جمعیت این روستا برابر با ۳۰۸ نفر (۱۱۸ خانوار) بوده‌است.